# Деколлатура
Деколлатура (итал. Decollatura) — коммуна в Италии, располагается в регионе Калабрия, подчиняется административному центру Катандзаро.
Население составляет 3489 человек, плотность населения составляет 70 чел./км². Занимает площадь 50,35 км². Почтовый индекс — 88041. Телефонный код — 0968.
В коммуне 15 августа особо празднуется Успение Пресвятой Богородицы.